# Championnat de Chypre de football 2017-2018
 (décembre 2023).
Si vous disposez d'ouvrages ou d'articles de référence ou si vous connaissez des sites web de qualité traitant du thème abordé ici, merci de compléter l'article en donnant les références utiles à sa vérifiabilité et en les liant à la section « Notes et références ».
Navigation
Édition précédente Édition suivante
La saison 2017-2018 est la 80e édition du championnat de Chypre de football. Elle oppose les quatorze meilleurs clubs de Chypre lors d'une première phase de vingt-six journées. À l'issue de cette première phase, les six premiers disputent la poule pour le titre, tandis que les six suivants prennent part à la poule de relégation, et les deux derniers sont relégués en Second Division.
Trois places qualificatives pour les compétitions européennes seront attribuées par le biais du championnat (1 place au premier tour de qualification de Ligue des champions 2018-2019 et 2 places au premier tour de qualification de Ligue Europa). Une place au deuxième tour de qualification pour la Ligue Europa sera garantie au vainqueur de la Cypriot Cup.

## Compétition

### Première phase

#### Classement
Le classement est établi sur le barème de points classique (victoire à 3 points, match nul à 1, défaite à 0).
| Rang | Équipe                | Pts | J  | G  | N | P  | Bp | Bc | Diff |
| ---- | --------------------- | --- | -- | -- | - | -- | -- | -- | ---- |
| 1    | APOEL Nicosie T       | 63  | 26 | 20 | 3 | 3  | 72 | 25 | +47  |
| 2    | Apollon Limassol      | 61  | 26 | 18 | 7 | 1  | 67 | 15 | +52  |
| 3    | Anorthosis Famagouste | 56  | 26 | 16 | 8 | 2  | 41 | 17 | +24  |
| 4    | AEK Larnaca           | 53  | 26 | 16 | 5 | 5  | 57 | 24 | +33  |
| 5    | AEL Limassol          | 48  | 26 | 14 | 6 | 6  | 35 | 17 | +18  |
| 6    | Omonia Nicosie        | 44  | 26 | 13 | 5 | 8  | 51 | 38 | +13  |
| 7    | Doxa Katokopias       | 34  | 26 | 10 | 4 | 12 | 35 | 40 | -5   |
| 8    | Ermís Aradíppou       | 30  | 26 | 9  | 3 | 14 | 35 | 49 | -14  |
| 9    | Paphos FC P           | 26  | 26 | 6  | 8 | 12 | 23 | 38 | -15  |
| 10   | Nea Salamina          | 24  | 26 | 6  | 6 | 14 | 28 | 48 | -20  |
| 11   | Alki Oroklini P       | 23  | 26 | 6  | 5 | 15 | 30 | 57 | -27  |
| 12   | Olympiakos Nicosie P  | 20  | 26 | 4  | 8 | 14 | 22 | 55 | -33  |
| 13   | Aris Limassol         | 16  | 26 | 3  | 7 | 16 | 19 | 49 | -30  |
| 14   | Ethnikos Achna        | 8   | 26 | 1  | 5 | 19 | 19 | 64 | -45  |

Légende
- qualification pour la poule pour le titre
- qualification pour la poule de relégation

Abréviations
- T : Tenant du titre
- P : Promus de Second Division 2016-2017

### Deuxième phase

#### Poule pour le titre

##### Classement
Les clubs conservent la totalité des points acquis lors de la première phase.
| Rang | Équipe                | Pts | J  | G  | N  | P  | Bp | Bc | Diff |
| ---- | --------------------- | --- | -- | -- | -- | -- | -- | -- | ---- |
| 1    | APOEL Nicosie T       | 86  | 36 | 27 | 5  | 4  | 92 | 35 | +57  |
| 2    | Apollon Limassol      | 82  | 36 | 25 | 7  | 4  | 90 | 26 | +64  |
| 3    | Anorthosis Famagouste | 69  | 36 | 19 | 12 | 5  | 53 | 29 | +24  |
| 4    | AEK Larnaca C         | 68  | 36 | 20 | 8  | 8  | 74 | 39 | +35  |
| 5    | AEL Limassol          | 58  | 36 | 17 | 7  | 12 | 47 | 38 | +9   |
| 6    | Omonia Nicosie        | 47  | 36 | 14 | 5  | 17 | 58 | 60 | -2   |

Qualifications européennes
Ligue des champions 2018-2019
Ligue Europa 2018-2019
- C  : deuxième tour de qualification
- 2e et 3e  : premier tour de qualification

Abréviations

#### Poule de relégation

##### Classement
Les clubs conservent la totalité des points acquis lors de la première phase.
| Rang | Équipe               | Pts | J  | G  | N | P  | Bp | Bc | Diff |
| ---- | -------------------- | --- | -- | -- | - | -- | -- | -- | ---- |
| 7    | Nea Salamina         | 48  | 36 | 14 | 6 | 16 | 53 | 55 | -2   |
| 8    | Ermís Aradíppou      | 46  | 36 | 14 | 4 | 18 | 50 | 64 | -14  |
| 9    | Doxa Katokopias      | 46  | 36 | 14 | 4 | 18 | 54 | 63 | -9   |
| 10   | Paphos FC P          | 42  | 36 | 11 | 9 | 16 | 36 | 51 | -15  |
| 11   | Alki Oroklini P      | 39  | 36 | 11 | 6 | 19 | 48 | 73 | -25  |
| 12   | Olympiakos Nicosie P | 24  | 36 | 5  | 9 | 22 | 34 | 81 | -47  |

Légende
Abréviations

### Meilleurs buteurs
| Rang | Joueur             | Club           | Buts |
| ---- | ------------------ | -------------- | ---- |
| 1    | Florian Taulemesse | AEK Larnaca    | 21   |
| 2    | Matt Derbyshire    | Omonia Nicosie | 17   |
| 3    | Fabrício           | Alki Oroklini  | 15   |